# Саттер-авеню (линия Канарси, Би-эм-ти)
|   |   |   |   |
| · | · | · | · |

|   |   |   |   |
| · | · | · | · |

«Саттер-авеню» (англ. Sutter Avenue) — станция Нью-Йоркского метрополитена, расположенная на линии Канарси, Би-эм-ти. Станция находится в Бруклине, в округе Ист-Нью-Йорк, на пересечении Саттер-авеню и Ван-Синдерен-авеню. На станции останавливается маршрут L (круглосуточно). Станция имеет два пути, две боковых платформы и единственный вход, расположенный на северо-западном углу перекрёстка.